# Ivo Moravec
Ivo Moravec (* 16. května 1964 Kyjov) je český politik, zastupitel a náměstek primátora města České Budějovice, od listopadu 2015 předseda hnutí Občané pro Budějovice.
Vystudoval Lesnickou fakultu Vysoké školy zemědělské v Brně. Od roku 1999 pracoval v Centru výzkumu globální změny Akademie věd ČR. Je dlouholetým členem neziskové organizace Centrum pro komunitní práci. V roce 2006 založil Spolek přátel tradic zaměřený na propagaci kulturního a historického dědictví. Profesně se zabývá přípravou projektů pro regionální rozvoj, venkovským cestovním ruchem a zážitkovou turistikou. Jako spoluautor se podílel na sepsání několika publikací o šetrném cestovním ruchu.
Od roku 2006 je zastupitelem statutárního města České Budějovice, v letech 2010 až 2014 byl neuvolněným členem rady města a v letech 2014 a 2015 1. náměstkem primátora Českých Budějovic. Od roku 2018 je náměstkem primátora pověřeným plněním úkolů na úseku samostatné působnosti města v oblastech: správa veřejných statků, veřejné zakázky, životní prostředí, Pohřební ústav města České Budějovice, p.o., FCC České Budějovice, s.r.o., Sportovní zařízení města České Budějovice, p.o. V letech 2016 - 2020 byl taktéž krajským zastupitelem, v letech 2017 - 2020 zároveň neuvolněným členem rady Jihočeského kraje.